# Máje

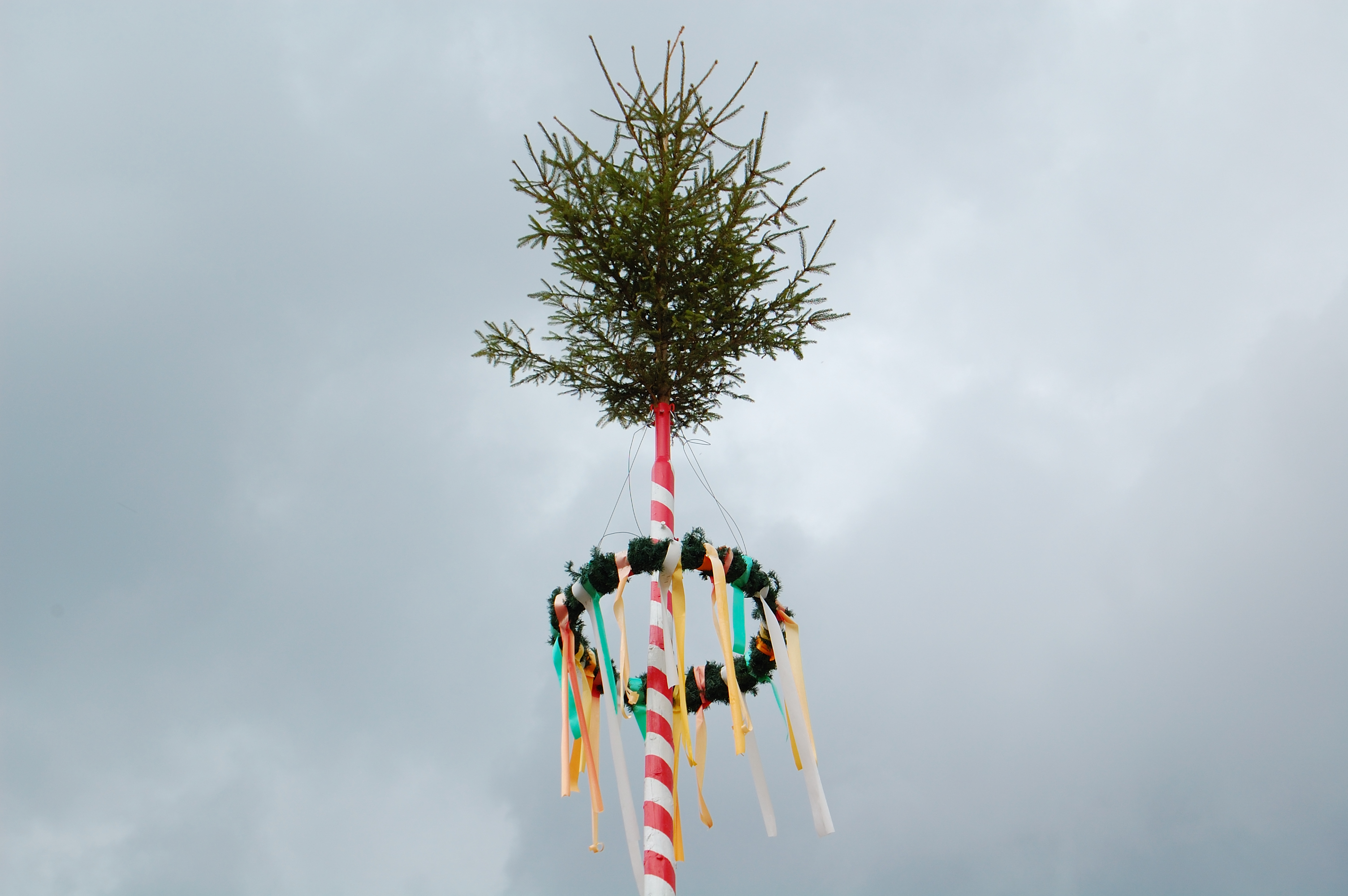
Česká májka

Máje, májka, mája nebo máj je označení ozdobeného kmene stromu, který tvoří ústřední prvek jarních slavností rozšířených po většině Evropy. Nejčastěji bývá májka stavěna 30. dubna nebo 1. května, ale v některých oblastech se staví v období svátku sv. Jiří, letnic nebo nejčastěji letního slunovratu. Máje se tradičně každý rok obnovují, takto tomu bylo i v původní podobě slavnosti, někde se však mění po delší době, například v Anglii či Bavorsku.

## Symbolika
Podle britského antropologa Jamese Frazera je účelem stavěním máje přinesení lesního ducha do vesnice a zajištění jeho požehnání.
Slavnosti spojené s májkou bývají často doprovázeny přítomností figury či člověka s ní ztotožněného. Bývají oblečeni do květů nebo listí. Klasickým příkladem je anglická Královna máje May Queen nebo slovinský Zelený Jurij, někdy existuje májová dvojice nazývaná králem a královnou. Podle Frazera představují personifikaci ducha rostlinstva a jara.

## Regionální tradice

### Česko

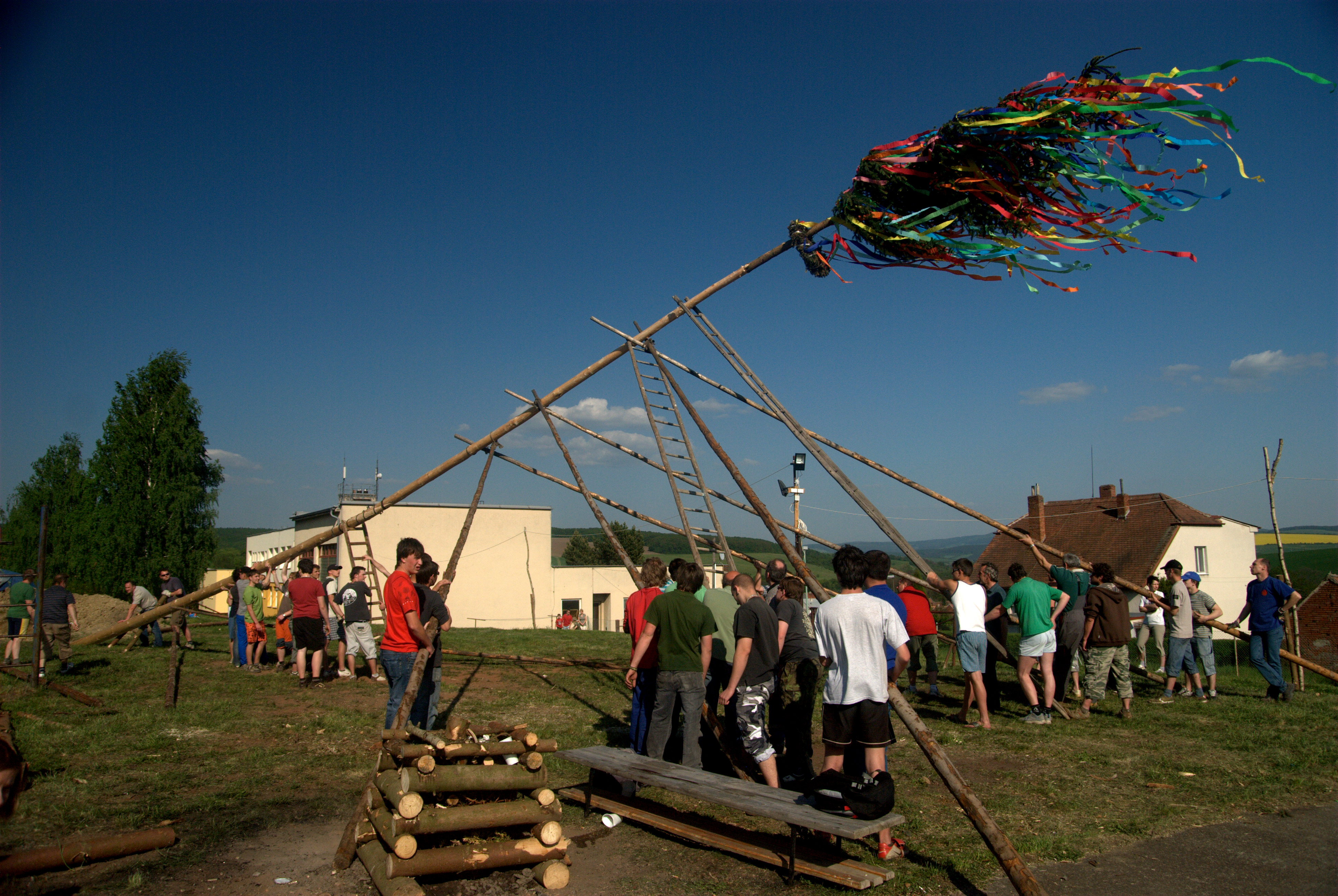
Stavění máje v Újezdci v okrese Uherské Hradiště

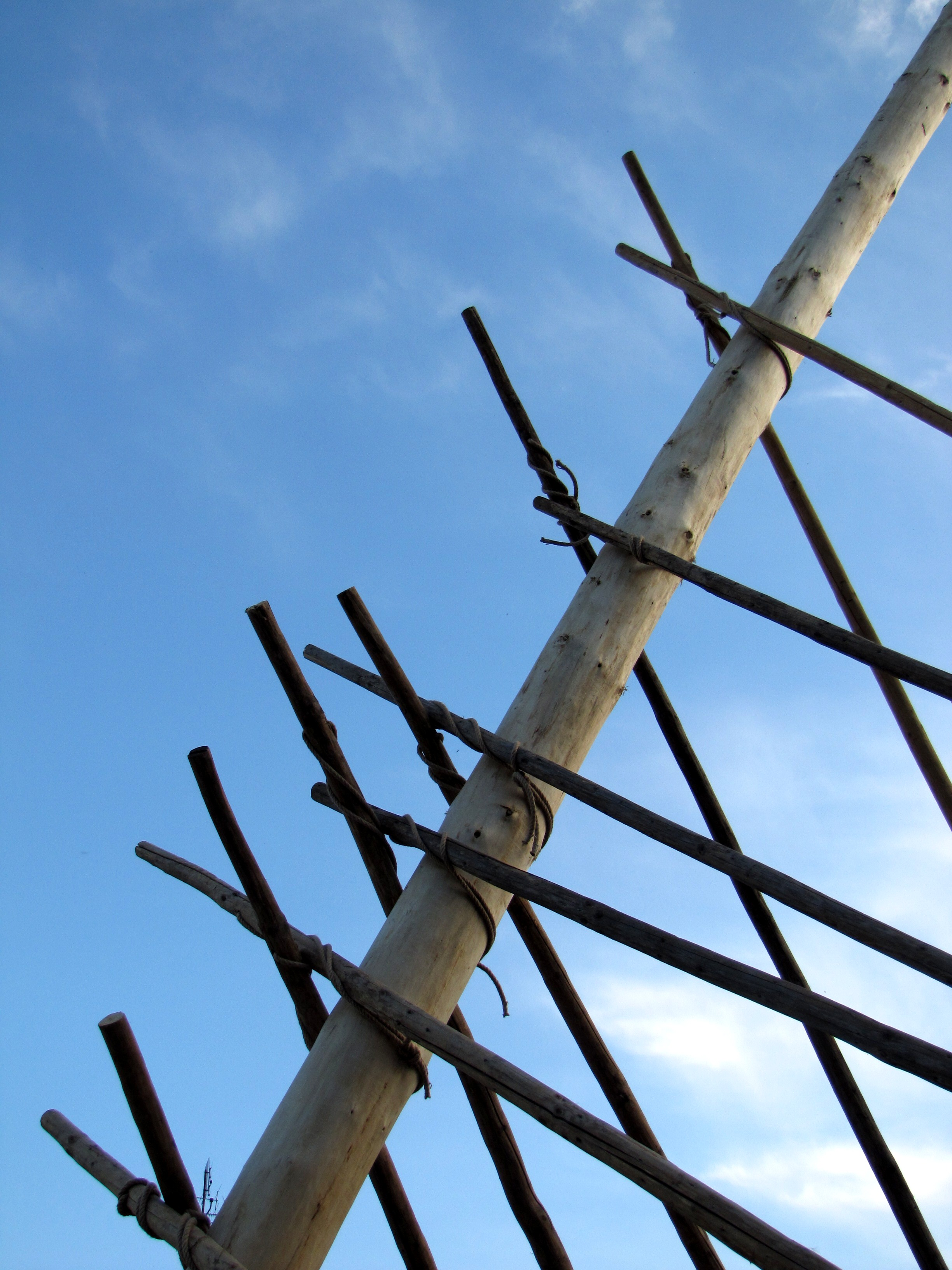
Stavění máje

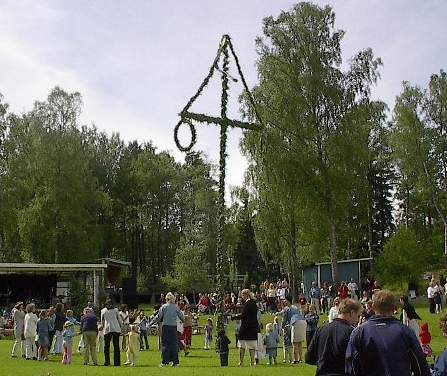
Tanec okolo májky ve švédském Åmmebergu

Česká máje má formu celého stromu, zbaveného – s výjimkou horní části – větví a kůry. V některých případech se holý kmen nechává stát více let a mění se pouze vrchní část, jindy se zas skládá ze dvou či tří na sebe napojených kmenů k dosažení větší výšky. Použitým stromem jsou nejčastěji jehličnany jako smrk, ale lze se setkat také s májkou z břízy. Horní část se zdobí stužkami z látek nebo krepového papíru a zavěšuje se na ni zdobený věnec. Se stavěním máje je spojen i zvyk jejího nočního hlídání, podle zvyků to bývá do východu slunce nebo také do prvního kohoutího zakokrhání, před muži ze sousedních vesnic, kteří se ji snaží porazit nebo odříznout její vrchol. Pokud se jim to podaří, je to pro vesnici velká ostuda. V některých obcích se máj hlídá dokonce 3 dny a 3 noci (do 12. hodiny posledního dne). Během této doby je povoleno máj podříznout a sebrat věnec, který si následně ti, kteří májku podřízli vystaví na své májce. Někdy se také staví malé máje před domy jako vyjádření úcty nebo vyznání lásky dívce.
V některých oblastech Čech se májka staví o letním slunovratu, a to z jedle nebo borovice, a po slavnosti se spálí. V některých oblastech jihovýchodní Moravy se zas staví v době svátku světce místního kostela před hody.
V některých oblastech se může májka kácet (krást) každý víkend počínaje 1. květnem a také v noci na státní svátek. Tato tradice se uplatňuje na Lounsku, Mostecku a v dalších oblastech severozápadních Čech.

### Rusko
V Rusku se jako májka používá mladá břízka a staví se čtvrtek před svatodušní nedělí. Ta se obleče do ženských šatů nebo se ozdobí barevnými hadříky a stuhami a po hostině je nesena k domu, kde do neděle zůstává jako host. Pak je odnesena k řece a vhozena do řeky následována věncem. Významem rituálu je nejspíš dešťové kouzlo.

### Švédsko
Ve Švédsku se máje nazývá majstång (vysl. majstóng) a staví se v předvečer svátku sv. Jana Křtitele, tedy 23. června. Jedná se o vysoký a rovný kmen smolné borovice s obručemi a kusy dřeva, který má připomínat muže s pažemi v bok. Celá májka je ozdobena listy, květy, barevnými stuhami, pozlacenými vaječnými skořápkami a na vrcholu má větrník nebo praporek. Okolo ní se pak tančí v kruhu.